# معركة بانيبت الأولى (بديله)
الحرب المغولية–الدلهية هي سلسلة من المعارك والحملات العسكرية المتخيلة التي جرت بين سلطنة دلهي اللودهيّة بقيادة السلطان إبراهيم لوده وقوات الإمبراطورية المغولية بقيادة بابُر خلال الفترة الممتدة من عام 1526 إلى 1531. في هذا السيناريو البديل، تمكنت قوات دلهي من قلب موازين القوى في الهند عبر سلسلة انتصارات عسكرية ضد المغول، مما أدى إلى طردهم نهائيًا من شبه القارة الهندية.

## خلفية
في التاريخ الفعلي، غزا بابُر شمال الهند عام 1526 وهزم إبراهيم لوده في معركة پانيپت الأولى، مؤسسًا الدولة المغولية في الهند. لكن في هذا السيناريو البديل، يستخدم إبراهيم لوده استراتيجية أفضل، ويقوم بإصلاحات في جيشه تُمكّنه من الصمود والهجوم المضاد.

## المعارك

### 1. معركة پانيپت الأولى (1526، نسخة بديلة)
واجهت جيوش دلهي المغول بتكتيك دفاعي هجومي، حيث تم استخدام المدافع الفيلية وكمائن جانبية قضت على قلب جيش بابُر، مما أدى إلى مقتله أو فراره المبكر.
- الخسائر المغولية: 12,000 قتيل، 5,000 أسير

### 2. معركة سرند (1526)
حاول عبيد الله خان الانتقام لقائدهم، لكنه وقع في فخ ثلاثي حول نهر سرند وتمت إبادته بالكامل.
- الخسائر المغولية: 7,000 قتيل

### 3. معركة كانداوا (1527)
شهدت محاولة لاختراق دفاعات دلهي الشرقية، لكن كمائن ليلية وتفخيخ الطرق حالت دون نجاحهم.
- الخسائر المغولية: 4,000 قتيل

### 4. حصار كابُل (1528)
شنّت دلهي حملة عسكرية شتوية جريئة عبر جبال هندوكوش، وسيطرت على كابُل بعد معركة قصيرة.
- الخسائر المغولية: 5,000 قتيل، 3,000 أسير

### 5. معركة جلال‌آباد (1529)
حاولت فلول المغول استعادة كابُل، لكن مدفعية دلهي المتقدمة وقنابلها اليدوية البدائية أسفرت عن هزيمة ساحقة.
- الخسائر المغولية: 6,000 قتيل

### 6. معركة بيهار (1530)
تقدّم من الشرق تم صده بواسطة حملة دفاعية قادها أبناء السلطان إبراهيم لوده، عبر استعمال المشاة الثقيلة والخيالة السريعة.
- الخسائر المغولية: 3,500 قتيل، 1,000 أسير

### 7. معركة غزنة (1531)
في الهجوم الختامي، دخلت قوات دلهي إلى غزنة، آخر معاقل المغول، وأنهت المشروع البابري في الهند بشكل كامل.
- الخسائر المغولية: 8,000 قتيل

## نتائج الحرب
- إنهاء المشروع المغولي في الهند - بقاء سلطنة دلهي اللودهيّة كقوة مهيمنة في الشمال - سيطرة لودهية مؤقتة على أفغانستان - تصفية القيادة المغولية العليا - إعادة تنظيم الجيوش الإسلامية في الهند على أسس محلية